# Io sono l'abisso
Io sono l'abisso è l'undicesimo romanzo dello scrittore Donato Carrisi, pubblicato nel 2020 da Longanesi. La storia si svolge sulle rive del Lago di Como e narra le vicende di tre personaggi in apparenza molto slegati tra loro ma con un destino in comune.
La particolarità del romanzo è data dal fatto che i tre protagonisti sono sprovvisti di nome proprio. Per tutto il libro vengono identificati con dei soprannomi: L'uomo che Puliva, La Ragazzina col Ciuffo Viola e La Cacciatrice di Mosche.

## Trama
La storia segue le vicende di tre personaggi anonimi.
Sul lago di Como opera un netturbino chiamato "l'Uomo che Puliva"; attraverso diversi flashback nel romanzo si viene a sapere la sua esistenza travagliata: figlio di una prostituta di nome Vera, era profondamente disprezzato dalla madre. A cinque anni, la donna lo portò in una piscina con la scusa di insegnargli a nuotare per cercare di annegarlo e successivamente permise che un suo amante di nome Micky abusasse di lui in modo brutale, lasciandogli cicatrici sulla testa e privandolo dei denti. Il bambino venne affidato a una coppia negligente, ma finì per sviluppare una doppia personalità identificata in Micky, con la quale iniziò a uccidere. Compì il primo delitto a quattordici anni, poi iniziò a prendere di mira prostitute o donne solitarie simili nell'aspetto fisico a Vera.
Il giorno dopo aver ucciso e smembrato la sua ultima vittima, l'Uomo che Puliva vede una tredicenne annegare nel lago e istintivamente la salva e rianima, per poi fuggire temendo di essere indagato. L'uomo sviluppa un morboso interesse per la ragazza, arrivando a stalkerarla. La ragazzina (identificata come "ragazzina con il ciuffo viola") è figlia di una coppia ricca, ma conduce un'esistenza infelice e ha provato a suicidarsi gettandosi nel lago; il suo ragazzo diciassettenne Raffaele minaccia di ricattarla con delle foto compromettenti per costringerla ad avere rapporti sessuali con altri ragazzi. La ragazza ricorda vagamente l'uomo che l'ha salvata e lo identifica ingenuamente come "un angelo" che prega di aiutarla nuovamente. L'uomo che Puliva l'asseconda aggredendo brutalmente uno dei ragazzi che l'ha violentata; nel mentre, l'individuo incontra nuovamente Vera, la quale non lo riconosce. Dopo averla adescata, la uccide nei panni di Mickey.
Nel frattempo procedono le vicende della "Cacciatrice di Mosche", una donna che si occupa di aiutare donne vittime di violenza domestica in seguito a un tragico evento; dopo il ritrovamento nel lago del braccio di una delle vittime dell'Uomo che Puliva, la Cacciatrice intuisce rapidamente che dietro l'omicidio c'è un serial killer di donne, che è stato coinvolto in qualche modo nel salvataggio della ragazza dal lago.
Raffaele cerca di costringere la ragazza ad avere un rapporto sessuale con un uomo adulto, ma l'Uomo che Puliva interviene e la salva nuovamente. Quando i genitori della ragazza preferiscono insabbiare l'accaduto per evitare scandali piuttosto che punire i colpevoli, la ragazza, disillusa, rintraccia la casa dell'Uomo che Puliva. Le due personalità dell'uomo discutono in quanto Mickey vorrebbe eliminare l'adolescente mentre l'Uomo che Puliva intende salvarla; prima che la ragazza possa essere uccisa, una poliziotta avvertita dalla Cacciatrice di Mosche interviene in tempo e spara all'uomo, uccidendolo.
Si scopre che il figlio della Cacciatrice di Mosche da ragazzo aveva ucciso la sua fidanzata in un femminicidio, ragion per cui è finito in carcere. Inoltre, il vero nome della Cacciatrice di Mosche è Martina, l'assistente sociale che in passato si era occupata dell'Uomo che Puliva e che quest'ultimo aveva pugnalato mentre era incinta in un moto di gelosia. Inoltre, in realtà non è mai esistito nessun Mickey: gli abusi a lui attribuiti erano in realtà inflitti dal padre di Vera, che abusava a volte della figlia e che è anche il padre di suo figlio.

## Trasposizione cinematografica
Dal romanzo è stato tratto un film omonimo, uscito nelle sale italiane il 27 ottobre 2022, scritto e diretto dallo stesso Donato Carrisi. Nel cast compaiono attori quali: Saul Nanni, Michela Cescon, Gabriel Montesi e Sara Ciocca.
Il film è prodotto e distribuito da Vision Distribution.

## Edizioni
- Donato Carrisi, Io sono l'abisso, in La Gaja scienza, Longanesi, 2020, ISBN 978-88-304-5697-6[3]
- Donato Carrisi, Io sono l'abisso, Tea Libri, 2020, ISBN 978-88-502-6246-5[4]
- Donato Carrisi, Io sono l'abisso, in La Gaja scienza, Longanesi, 2020, ISBN 978-88-304-6017-1[5]